# Gauge (calibre)
El Gauge es una medida aplicada principalmente a las agujas hipodérmicas, que vienen codificadas con un color y un número, el diámetro interior es indicado en número de Gauge (corresponde al número de catéteres que entran en un cm²).
La definición de gauge varía según si se mide el diámetro de un cilindro o el diámetro interior de una aguja hipodérmica.
Los números de Gauge de las agujas deriva del Birmingham Wire Gauge. #1 = 18½ B.W.G.; #2 = 19 B.W.G., etcétera a #14 = 31 B.W.G.

## Medidas

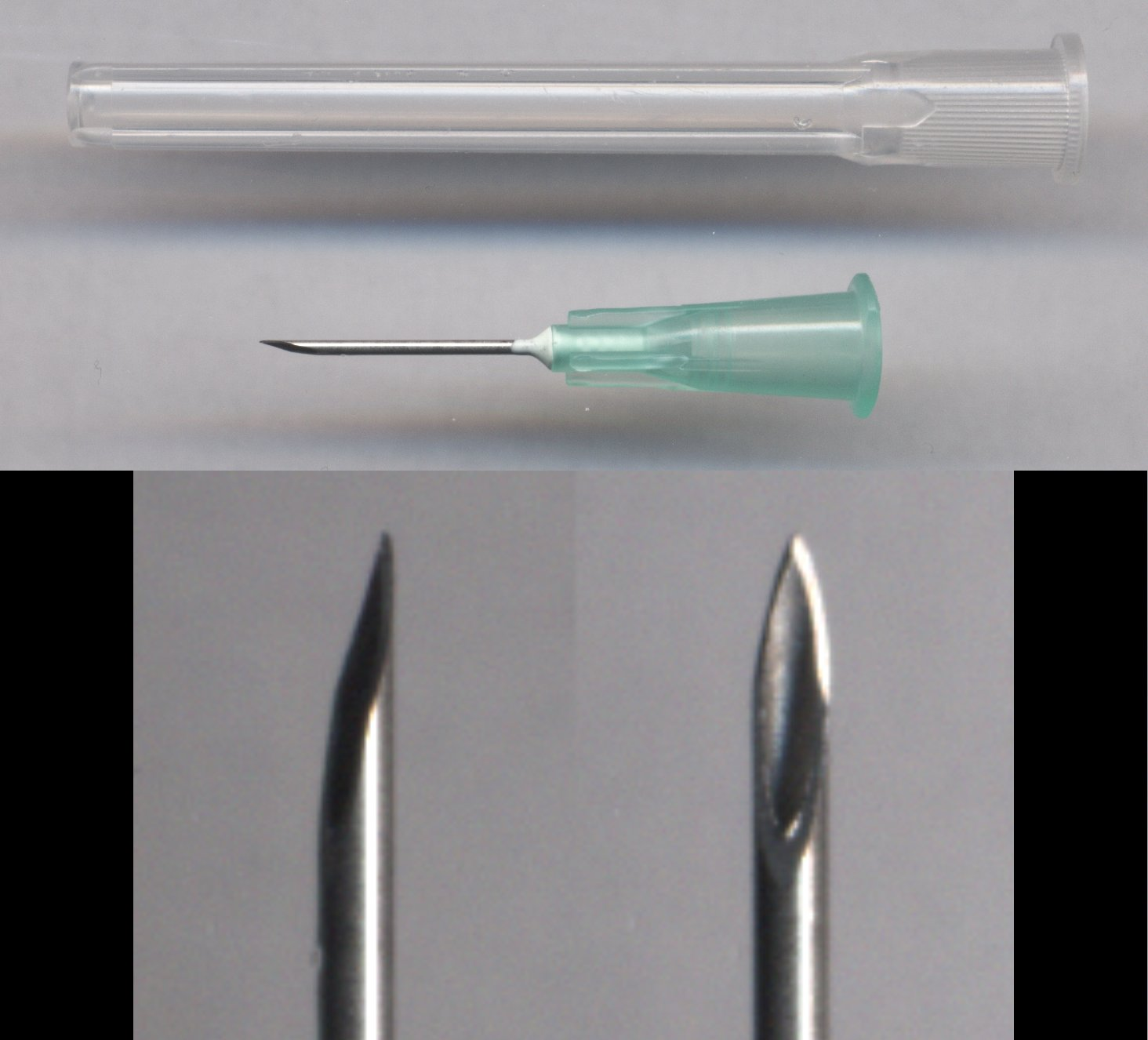
Aguja hipodérmica

Las agujas hipodérmicas están disponibles en una amplia gama de diámetros exteriores que se describen por números de gauge. Los números de gauge más pequeños indican diámetros exteriores más grandes. El diámetro interior depende en ambos factores del número de gauge y del grosor de pared. El gráfico siguiente muestra diámetro interior nominal y grosor de pared para agujas de pared normal. Las agujas de pared delgada  (no mostrado) tienen diámetros exteriores idénticos pero diámetros interiores más grandes para un número de gauge dado.
| Aguja | Diámetro exterior nominal | Diámetro exterior nominal | Diámetro exterior nominal | Diámetro interior nominal | Diámetro interior nominal | Diámetro interior nominal | Grueso de pared nominal | Grueso de pared nominal | Grueso de pared nominal |
| Gauge | Pulgadas                  | mm                        | tol. Pulgadas (mm)        | Pulgadas                  | mm                        | tol. Pulgadas (mm)        | Pulgadas                | mm                      | tol. Pulgadas (mm)      |
| 7     | 0.180                     | 4.572                     | ±0.001 (±0.025)           | 0.150                     | 3.810                     | ±0.003 (±0.076)           | 0.015                   | 0.381                   | ±0.001 (±0.025)         |
| 8     | 0.165                     | 4.191                     | ±0.001 (±0.025)           | 0.135                     | 3.429                     | ±0.003 (±0.076)           | 0.015                   | 0.381                   | ±0.001 (±0.025)         |
| 9     | 0.148                     | 3.759                     | ±0.001 (±0.025)           | 0.118                     | 2.997                     | ±0.003 (±0.076)           | 0.015                   | 0.381                   | ±0.001 (±0.025)         |
| 10    | 0.134                     | 3.404                     | ±0.001 (±0.025)           | 0.106                     | 2.692                     | ±0.003 (±0.076)           | 0.014                   | 0.356                   | ±0.001 (±0.025)         |
| 11    | 0.120                     | 3.048                     | ±0.001 (±0.025)           | 0.094                     | 2.388                     | ±0.003 (±0.076)           | 0.013                   | 0.330                   | ±0.001 (±0.025)         |
| 12    | 0.109                     | 2.769                     | ±0.001 (±0.025)           | 0.085                     | 2.159                     | ±0.003 (±0.076)           | 0.012                   | 0.305                   | ±0.001 (±0.025)         |
| 13    | 0.095                     | 2.413                     | ±0.001 (±0.025)           | 0.071                     | 1.803                     | ±0.003 (±0.076)           | 0.012                   | 0.305                   | ±0.001 (±0.025)         |
| 14    | 0.083                     | 2.108                     | ±0.001 (±0.025)           | 0.063                     | 1.600                     | ±0.003 (±0.076)           | 0.01                    | 0.254                   | ±0.001 (±0.025)         |
| 15    | 0.072                     | 1.829                     | ±0.0005 (±0.013)          | 0.054                     | 1.372                     | ±0.0015 (±0.038)          | 0.009                   | 0.229                   | ±0.0005 (±0.013)        |
| 16    | 0.065                     | 1.651                     | ±0.0005 (±0.013)          | 0.047                     | 1.194                     | ±0.0015 (±0.038)          | 0.009                   | 0.229                   | ±0.0005 (±0.013)        |
| 17    | 0.058                     | 1.473                     | ±0.0005 (±0.013)          | 0.042                     | 1.067                     | ±0.0015 (±0.038)          | 0.008                   | 0.203                   | ±0.0005 (±0.013)        |
| 18    | 0.050                     | 1.270                     | ±0.0005 (±0.013)          | 0.033                     | 0.838                     | ±0.0015 (±0.038)          | 0.0085                  | 0.216                   | ±0.0005 (±0.013)        |
| 19    | 0.042                     | 1.067                     | ±0.0005 (±0.013)          | 0.027                     | 0.686                     | ±0.0015 (±0.038)          | 0.0075                  | 0.191                   | ±0.0005 (±0.013)        |
| 20    | 0.03575                   | 0.9081                    | ±0.00025 (±0.0064)        | 0.02375                   | 0.603                     | ±0.00075 (±0.019)         | 0.006                   | 0.1524                  | ±0.00025 (±0.0064)      |
| 21    | 0.03225                   | 0.8192                    | ±0.00025 (±0.0064)        | 0.02025                   | 0.514                     | ±0.00075 (±0.019)         | 0.006                   | 0.1524                  | ±0.00025 (±0.0064)      |
| 22    | 0.02825                   | 0.7176                    | ±0.00025 (±0.0064)        | 0.01625                   | 0.413                     | ±0.00075 (±0.019)         | 0.006                   | 0.1524                  | ±0.00025 (±0.0064)      |
| 22    | 0.02825                   | 0.7176                    | ±0.00025 (±0.0064)        | 0.006                     | 0.152                     | ±0.00075 (±0.019)         | 0.0111                  | 0.2826                  | ±0.00025 (±0.0064)      |
| 23    | 0.02525                   | 0.6414                    | ±0.00025 (±0.0064)        | 0.01325                   | 0.337                     | ±0.00075 (±0.019)         | 0.006                   | 0.1524                  | ±0.00025 (±0.0064)      |
| 24    | 0.02225                   | 0.5652                    | ±0.00025 (±0.0064)        | 0.01225                   | 0.311                     | ±0.00075 (±0.019)         | 0.005                   | 0.1270                  | ±0.00025 (±0.0064)      |
| 25    | 0.02025                   | 0.5144                    | ±0.00025 (±0.0064)        | 0.01025                   | 0.260                     | ±0.00075 (±0.019)         | 0.005                   | 0.1270                  | ±0.00025 (±0.0064)      |
| 26    | 0.01825                   | 0.4636                    | ±0.00025 (±0.0064)        | 0.01025                   | 0.260                     | ±0.00075 (±0.019)         | 0.004                   | 0.1016                  | ±0.00025 (±0.0064)      |
| 26    | 0.01865                   | 0.4737                    | ±0.00025 (±0.0064)        | 0.005                     | 0.127                     | ±0.00075 (±0.019)         | 0.0068                  | 0.1734                  | ±0.00025 (±0.0064)      |
| 27    | 0.01625                   | 0.4128                    | ±0.00025 (±0.0064)        | 0.00825                   | 0.210                     | ±0.00075 (±0.019)         | 0.004                   | 0.1016                  | ±0.00025 (±0.0064)      |
| 28    | 0.01425                   | 0.3620                    | ±0.00025 (±0.0064)        | 0.00725                   | 0.184                     | ±0.00075 (±0.019)         | 0.0035                  | 0.0889                  | ±0.00025 (±0.0064)      |
| 29    | 0.01325                   | 0.3366                    | ±0.00025 (±0.0064)        | 0.00725                   | 0.184                     | ±0.00075 (±0.019)         | 0.003                   | 0.0762                  | ±0.00025 (±0.0064)      |
| 30    | 0.01225                   | 0.3112                    | ±0.00025 (±0.0064)        | 0.00625                   | 0.159                     | ±0.00075 (±0.019)         | 0.003                   | 0.0762                  | ±0.00025 (±0.0064)      |
| 31    | 0.01025                   | 0.2604                    | ±0.00025 (±0.0064)        | 0.00525                   | 0.133                     | ±0.00075 (±0.019)         | 0.0025                  | 0.0635                  | ±0.00025 (±0.0064)      |
| 32    | 0.00925                   | 0.2350                    | ±0.00025 (±0.0064)        | 0.00425                   | 0.108                     | ±0.00075 (±0.019)         | 0.0025                  | 0.0635                  | ±0.00025 (±0.0064)      |
| 33    | 0.00825                   | 0.2096                    | ±0.00025 (±0.0064)        | 0.00425                   | 0.108                     | ±0.00075 (±0.019)         | 0.002                   | 0.0508                  | ±0.00025 (±0.0064)      |
| 34    | 0.00725                   | 0.1842                    | ±0.00025 (±0.0064)        | 0.00325                   | 0.0826                    | ±0.00075 (±0.019)         | 0.002                   | 0.0508                  | ±0.00025 (±0.0064)      |

## Clasificación por el color (ISO6009)
Esta medida viene aplicada principalmente en las agujas, los cuales vienen marcadas con un color y un número, el diámetro interior es indicado en gauge (corresponde al número de catéteres que entran en un cm²).

En la primera columna hay la clasificación de las agujas disponibles en el mercado según el sistema Pravazt; en la quinta hay la longitud y a la última columna de la derecha hay el flujo en ml/min. 
| Gauge de agujas-cánula (números pares) y de agujas-mariposa (númerosimpares ) | Gauge de agujas-cánula (números pares) y de agujas-mariposa (númerosimpares ) | Gauge de agujas-cánula (números pares) y de agujas-mariposa (númerosimpares ) | Gauge de agujas-cánula (números pares) y de agujas-mariposa (númerosimpares ) | Gauge de agujas-cánula (números pares) y de agujas-mariposa (númerosimpares ) | Gauge de agujas-cánula (números pares) y de agujas-mariposa (númerosimpares ) | Gauge de agujas-cánula (números pares) y de agujas-mariposa (númerosimpares ) |
| Tamaño en Gauge (G)                                                           | Color (ISO 6009)                                                              | Diámetro interior mm                                                          | Diámetro externo mm                                                           | Longitud mm                                                                   | Flushing ml/min                                                               |                                                                               |
| ----------------------------------------------------------------------------- | ----------------------------------------------------------------------------- | ----------------------------------------------------------------------------- | ----------------------------------------------------------------------------- | ----------------------------------------------------------------------------- | ----------------------------------------------------------------------------- | ----------------------------------------------------------------------------- |
| 14                                                                            | naranja                                                                       | 1,74                                                                          | 2,2                                                                           | 45                                                                            | 325                                                                           |                                                                               |
| 16                                                                            | gris                                                                          | 1,33                                                                          | 1,72                                                                          | 45                                                                            | 200                                                                           |                                                                               |
| 18                                                                            | verde                                                                         | 1                                                                             | 1,34                                                                          | 45                                                                            | 100                                                                           |                                                                               |
| 19                                                                            | blanco                                                                        |                                                                               |                                                                               |                                                                               |                                                                               |                                                                               |
| 20                                                                            | rosa                                                                          | 0,79                                                                          | 1,12                                                                          | 32                                                                            | 58                                                                            |                                                                               |
| 21                                                                            | verde                                                                         |                                                                               |                                                                               |                                                                               |                                                                               |                                                                               |
| 22                                                                            | azul oscuro                                                                   | 0,64                                                                          | 0,91                                                                          | 25                                                                            | 32                                                                            |                                                                               |
| 23                                                                            | azul                                                                          |                                                                               |                                                                               |                                                                               |                                                                               |                                                                               |
| 24                                                                            | amarillo                                                                      | 0,54                                                                          | 0,77                                                                          | 19                                                                            | 20                                                                            |                                                                               |
| 25                                                                            | anaranjado                                                                    |                                                                               |                                                                               |                                                                               |                                                                               |                                                                               |
| 26                                                                            | violeta                                                                       |                                                                               |                                                                               |                                                                               |                                                                               |                                                                               |

| 16 | 1,6  |
| 18 | 1,2  |
| 19 | 1,1  |
| 20 | 0,9  |
| 21 | 0,8  |
| 22 | 0,7  |
| 23 | 0,6  |
| 25 | 0,5  |
| 26 | 0,45 |
| 27 | 0,41 |
| 30 | 0,30 |
| 32 | 0,26 |
| 33 | 0,24 |